# Vasile Dîba
Pour les articles homonymes, voir Diba.
Vasile Dîba, né le 24 juillet 1954 à Jurilovca et mort le 20 février 2024 à Bucarest (Roumanie), est un kayakiste roumain, plusieurs fois champion du monde et multimédaillé olympique, entre 1974 et 1980.

## Carrière
Vasile Dîba participe à trois Jeux olympiques : il remporte la médaille d'or en kayak monoplace (K1) 500 mètres et la médaille de bronze en K1 1 000 mètres aux Jeux olympiques d'été de 1976 à Montréal.
En 1980 à Moscou, il est médaillé d'argent en K4 1 000 mètres (avec Mihai Zafiu, Ion Geantă et Nicușor Eșanu) et médaillé de bronze en K1 500 mètres.
Aux Jeux olympiques d'été de 1984 à Los Angeles, il ne remporte pas de médaille, se contentant d'une quatrième place en K1 500 mètres et d'une septième position en K1 1 000 mètres.
Vasile Dîba compte aussi à son palmarès plusieurs médailles aux Championnats du monde. En K1 500 mètres, il est champion du monde en 1974, 1977 et 1978 et vice-champion du monde en 1975. En relais K1 4×500 mètres, il remporte la médaille d'or en 1974 et la médaille d'argent en 1975. Il est également champion du monde de K1 1 000 mètres en 1977. 